# منصورية الثالثة (عنافجة)
منصورية الثالثة (بالفارسية: منصوریه سه) هي قرية وتقع في إيران في قسم عنافجة الريفي. يقدر عدد سكانها بـ 268 نسمة بحسب إحصاء 2016.